# Stoddard (New Hampshire)
Stoddard – miasto w Stanach Zjednoczonych, w stanie New Hampshire, w hrabstwie Cheshire.